# جوزيه وود
جوزيه وود (بالإنجليزية: Josiah Wood)‏ هو محامي وسياسي كندي، ولد في 18 أبريل 1843 في كندا، وتوفي بنفس المكان في 13 مايو 1927. حزبياً، نشط في حزب كندا المحافظ وحزب المحافظين الكندي. وقد انتخب عضو مجلس الشيوخ الكندي وانتخب Lieutenant Governor of New Brunswick ‏.